# De Hoeksteen (Barneveld)
De Hoeksteen is een kerkgebouw van de Gereformeerde Gemeenten in Nederland aan de Vellerselaan 1 te Barneveld. 

## Gebouw
Het kerkgebouw aan de Vellerselaan is het grootste kerkgebouw van Nederland, gemeten naar het aantal zitplaatsen. De kerk staat op een 30.000 m² groot perceel in de nieuwe woonwijk Veller, nagenoeg naast het tweede kerkgebouw van de Gereformeerde Gemeente; de Adullamkerk. Om op zondagen files van de vierduizend kerkgangers te voorkomen, beginnen de twee diensten van de Gereformeerde Gemeente en die van de Gereformeerde Gemeenten in Nederland een half uur na elkaar. Het gebouw is voorzien van een fietsenkelder voor 450 rijwielen en een parkeerterrein voor 520 auto's. De kerkzaal heeft een hoogte van 21,25 meter, de torenspits reikt tot 37,75 meter. Het totale vloeroppervlak van het gebouw is 6.020 m², de inhoud 43.300 m³.

## Geschiedenis
In 2007 werd begonnen met de bouw van de kerk, die eind 2008 werd opgeleverd. Deze kerk telt  aanvankelijk 2.531 zitplaatsen. De kerk verving de oude kerk, die met 1.800 zitplaatsen te klein was geworden voor de huidige, nog altijd groeiende gemeente. In 2014 bleek het gebouw opnieuw te klein voor de groeiende gemeente.

### Discussie
De bouw van de kerk trok veel nationale media-aandacht, vooral omdat de bouw deels gelijkertijd plaatsvond met de Adullamkerk. Ook in Barneveld zelf gaf de bouw reden tot veel discussie. Lokale partij Pro ’98 vond de bouw van de kerken een voorbeeld van toenemende refoïsering. Lijsttrekker Rosbergen schreef in een column op internet dat Barneveld een reformatorisch dorp aan het worden is. Als voorbeelden noemde ze de bouw van de twee kerken en een onlangs geopende reformatorische school. Met die opmerkingen ontketende ze een felle discussie in het dorp en in de orthodox-protestantse en plaatselijke media. Het Reformatorisch Dagblad toonde aan dat het stemmenpercentage van de SGP in Barneveld al decennia rond de 20% schommelde. In die zin is er dus geen sprake van een toenemende invloed.

## Orgel
Het orgel is afkomstig uit de nieuwe oude kerk van de Gereformeerde Gemeenten in Nederland in Barneveld en is in 1981 gebouwd door B.A.G. Orgelmakers uit Enschede. Adviseur bij de bouw was de bekende organist Willem Hendrik Zwart. In 2008 werd het orgel door de firma Ide Boogaard overgeplaatst naar het nieuwe kerkgebouw De Hoeksteen. Hierbij werd een bovenwerk toegevoegd en werd de kas geverfd en aangepast. Organist Pieter Heykoop bespeelde het orgel bij de ingebruikname op 21 januari 2009.
Hieronder volgt de dispositie:
| Hoofdwerk C-g’’’ |                   |
| Prestant         | 16' (c0)          |
| Prestant         | 8'                |
| Roerfluit        | 8'                |
| Viola di Gamba   | 8'                |
| Octaaf           | 4'                |
| Fluit            | 4'                |
| Quint            | 3'                |
| Octaaf           | 2'                |
| Mixtuur          | IV sterk (1 1/3') |
| Cornet           | V sterk           |
| Cromhoorn        | 16'               |
| Trompet          | 8'                |
| Tremulant        |                   |

| Bovenwerk C-g’’’ |              |
| Prestant         | 8' (vanaf G) |
| Holpijp          | 8'           |
| Gamba            | 8' (c0)      |
| Celeste          | 8' (c0)      |
| Open Fluit       | 4'           |
| Quintfluit       | 3'           |
| Woudfluit        | 2'           |
| Schalmeij        | 8'           |
| Tremulant        |              |

| Rugwerk C-g’’’ |                |
| Holpijp        | 8'             |
| Quintadeen     | 8'             |
| Prestant       | 4'             |
| Roerfluit      | 4'             |
| Nasard         | 3'             |
| Octaaf         | 2'             |
| Sifflet        | 1'             |
| Scherp         | III sterk (1') |
| Sesquialter    | II sterk       |
| Dulciaan       | 8'             |
| Tremulant      |                |

| Pedaal C-f’ |              |
| Prestant    | 16'          |
| Subbas      | 16'          |
| Quintbas    | 12'          |
| Octaaf      | 8'           |
| Octaaf      | 4'           |
| Mixtuur     | V sterk (2') |
| Bazuin      | 16'          |
| Trompet     | 8'           |

| Koppelingen |
| HW+RW       |
| HW+BW       |
| P+HW        |
| P+BW        |
| P+RW        |

## Gemeente
Deze gemeente is ontstaan in 1953 als afsplitsing van de plaatselijke Gereformeerde Gemeente. De gemeente telt 3.608 leden en wordt momenteel (2018) bediend door ds. J. Roos. Eerdere predikanten waren:
- 1953-1970 Ds. Chr. van de Woestijne.
- 1976-1981 Ds. A. van Straalen.
- 1983-1992 Ds. A. van Straalen.
- 1998-2003 Ds. A. Schultink.

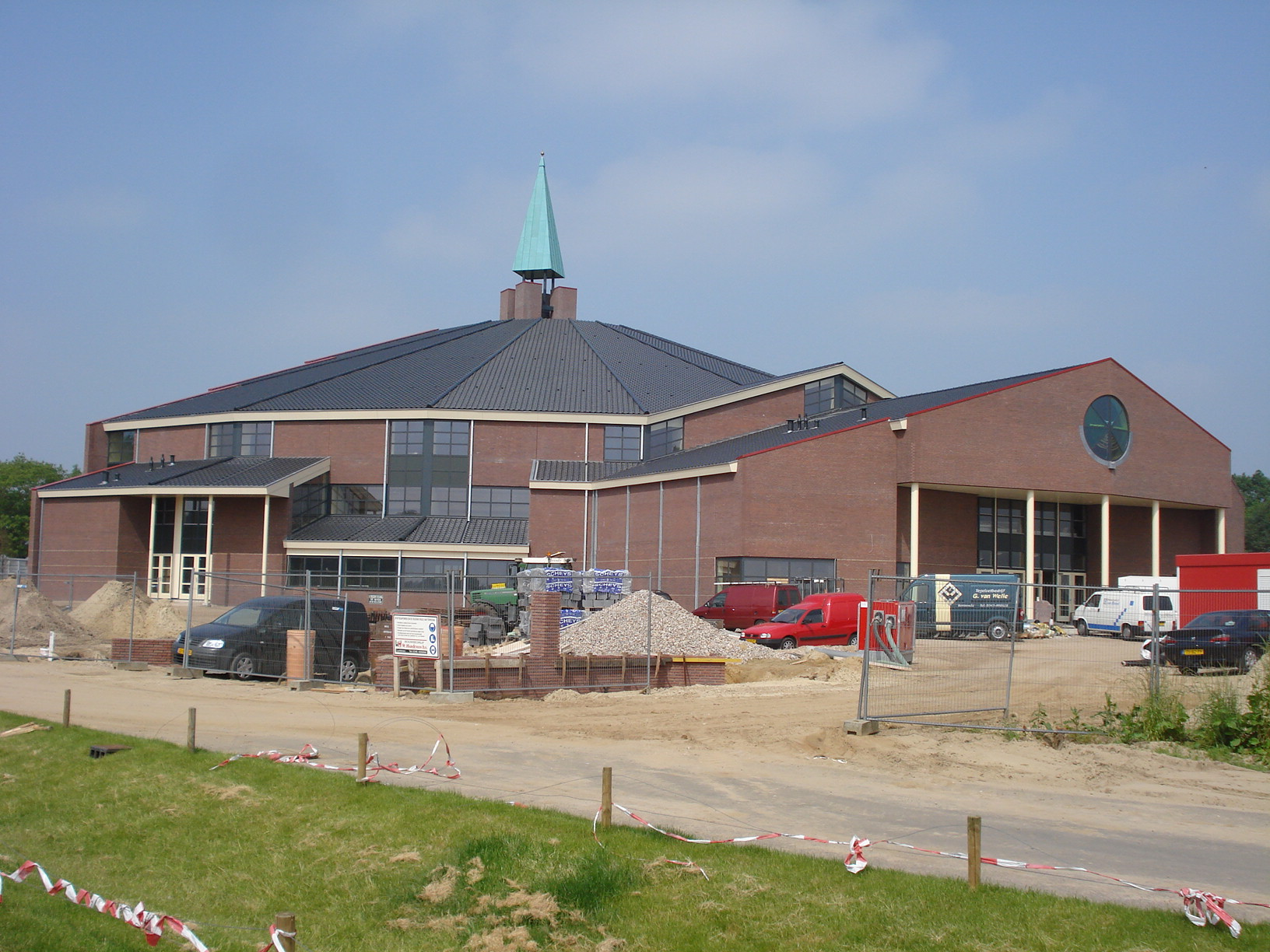
De kerk tijdens de bouw in mei 2008
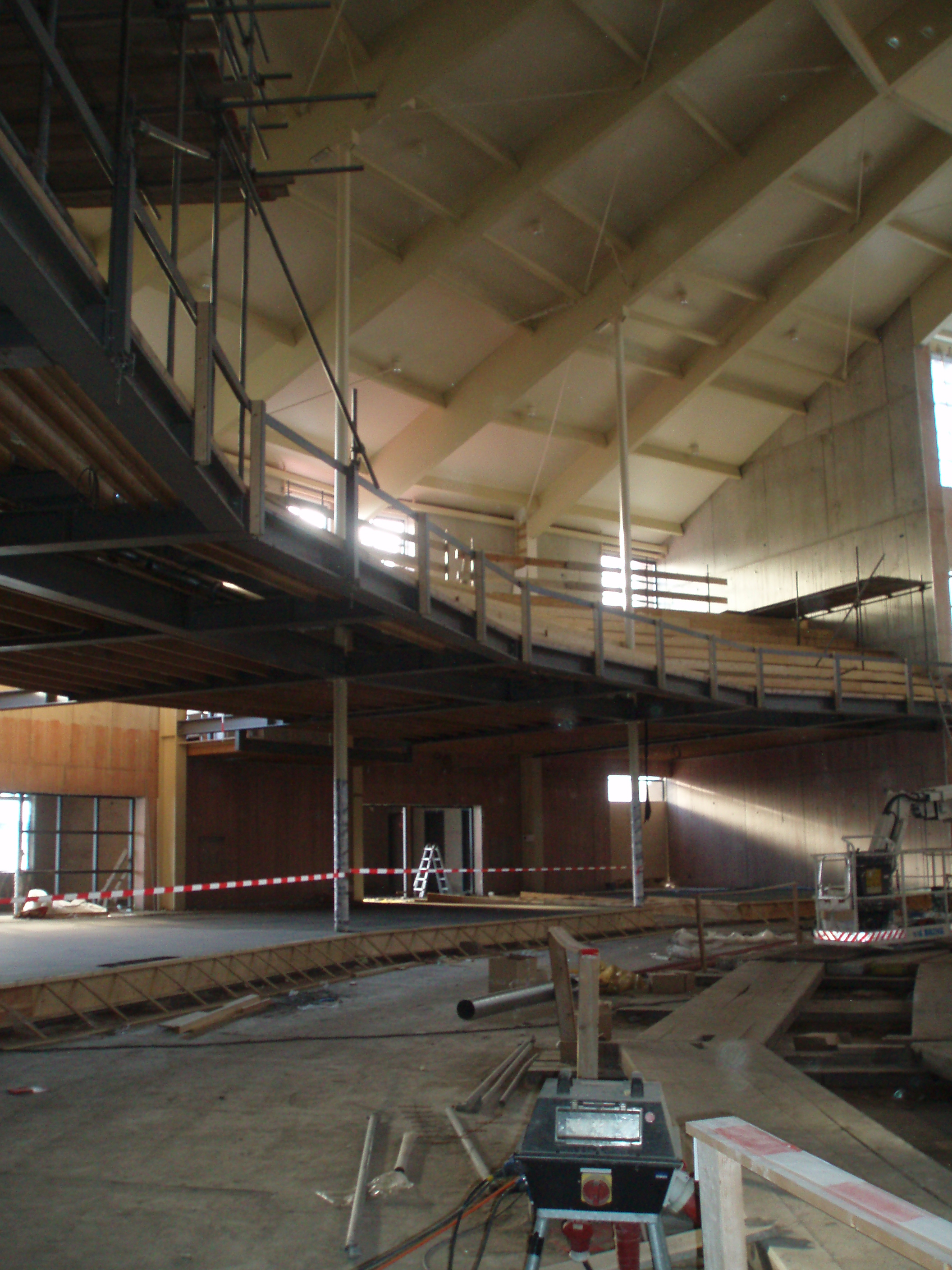
Interieur tijdens de bouw.
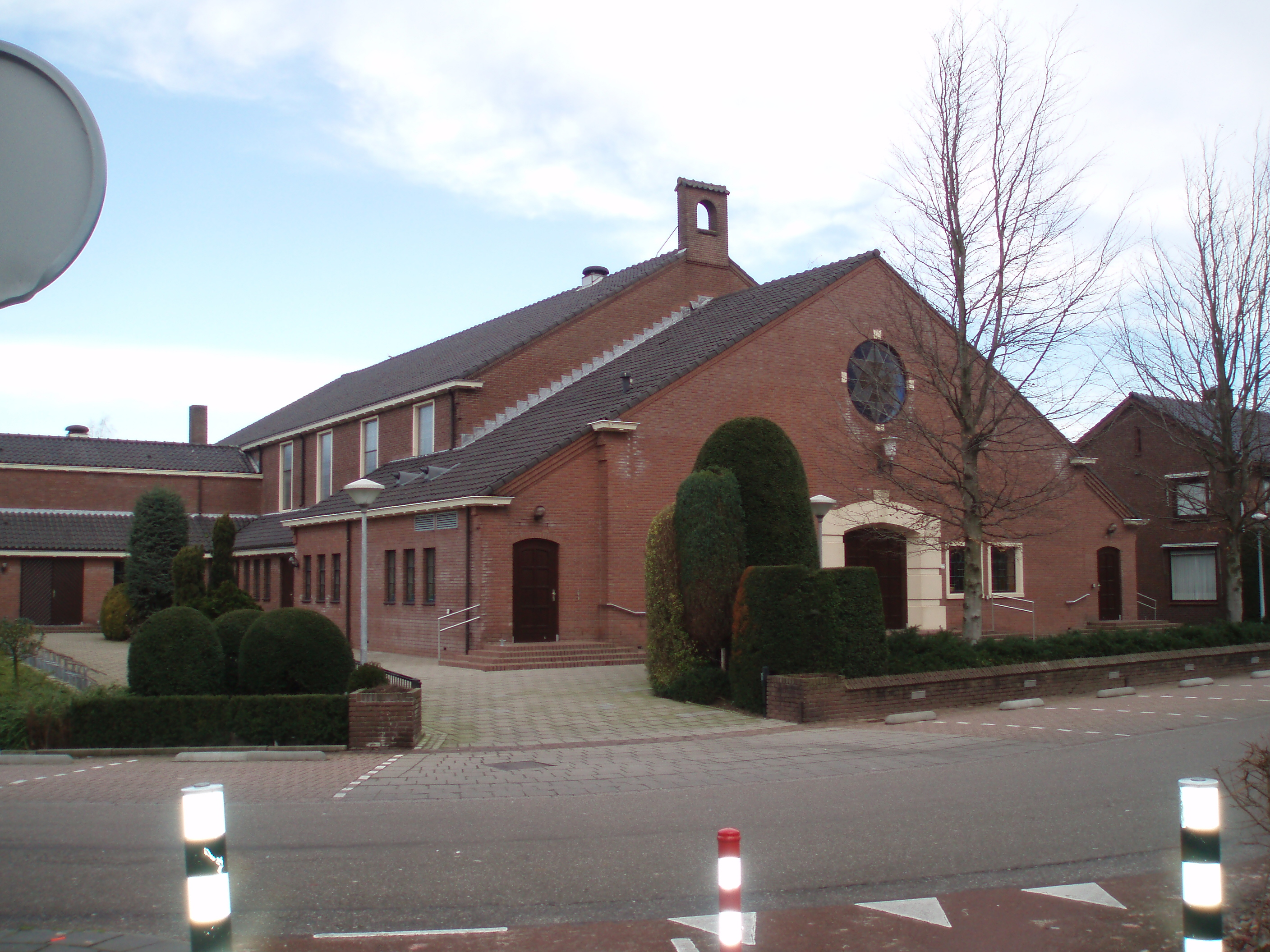
Het voormalige kerkgebouw van de gemeente.

## Vergelijking met grootste Nederlandse moskee
In 2007 en 2008 werd tegelijkertijd met de grootste kerk van Nederland, gebouwd aan de grootste moskee van Nederland, de Essalammoskee in Rotterdam. In onderstaande tabel worden beide gebouwen met elkaar vergeleken.
|               | Vloeroppervlakte | Hoogte kerkzaal / koepel | Hoogte toren / minaret | Zitplaatsen / bezoekers | Leden geloofsgemeenschap | Oppervlakte perceel | Parkeercapaciteit | Kosten           | Afbeelding |
| ------------- | ---------------- | ------------------------ | ---------------------- | ----------------------- | ------------------------ | ------------------- | ----------------- | ---------------- | ---------- |
| Essalammoskee | 2.600 m²         | 25 meter                 | 50 meter               | 1.500                   | 2.500                    | 800 m²              | 200 auto's        | EUR 7.000.000,-  |            |
| De Hoeksteen  | 6.020 m²         | 21,25 meter              | 37,75 meter            | 2.531                   | 3.530                    | 30.000 m²           | 700 auto's        | EUR 10.500.000,- |            |